# Ludwig Bille
Ludwig Bille, död 10 februari 1640, var en svensk spelman, violinist och hovkapellmästare.

## Biografi
Bille anses härstamma från den danska släkten med samma namn. Fadern Nils var son till Staffan Bille som var lagman i Småland. Ludwig Bille upptogs som spelmansdräng 1607 och avancerade till ordinarie spelman året därpå. Han ingick tillsammans med andra musiker i Gustav II Adolfs uppvaktning i Narva sommaren 1614. Som medlem av den lilla gruppen med svenska spelmän stod han utanför det ordinarie hovkapellet till 1636 då det beslutades i riksrådet att han skulle få fullmakt på ordinarie hovkapellmästartjänst. Bille avled 1640 och begravdes i Järfälla kyrka där hans vapen sattes upp.
Bille ägde gården Råcksta i Järfälla socken.

### Familj
Bille gifte sig 11 juli 1619 i Sankt Nikolai församling, Stockholm med Helena Carin Körning. Hon var dotter till slottsloven Erik Körning på Stockholms slott och Kerstin Hand. De fick tillsammans barnen Catharina (född 1622), Anna Bille som var gift, studenten Ludvig Bille (född 1629) vid Uppsala universitet och Beata Bille som var gift med kaptenlöjtnanten Axel Stensson Böllja och kaptenen Johan Forbes af Lund.